# Britosteus
Britosteus è un genere estinto di pesci lepisosteiformi appartenente alla famiglia dei Lepisosteidae, descritto a partire da resti fossili provenienti dalla Formazione Adamantina (Gruppo Bauru), risalente al Cretaceo superiore del Brasile. Il genere è monospecifico, rappresentato dalla sola specie Britosteus amarildoi.

## Descrizione
Britosteus amarildoi è il lepisosteiforme meglio documentato della Formazione Adamantina. I resti fossili comprendono cranio, vertebre e squame, riferibili a una sola specie, ritrovati in uno strato di arenaria rossa del sito paleontologico Fazenda Três Antas, nella contea di Campina Verde, regione del Triângulo Mineiro (Stato di Minas Gerais).
Il genere si distingue per un insieme unico di caratteri morfologici, tra cui dentari anteroposteriormente brevi con estremità anteriori fortemente incurvate medialmente, formando un profilo a "U" in vista ventrale. Le scaglie mostrano la tipica istologia dei Lepisosteidae, con uno strato esterno multistratificato di ganoina e una base di osso lamellare o isopedina. La ganoina appare birefringente, sottile (78 μm), e localizzata ai margini delle squame.

## Significato paleontologico
La descrizione di Britosteus amarildoi avvenuta nel 2025 ha fornito nuove informazioni sull'evoluzione e la distribuzione dei lepisosteiformi nel Cretaceo sudamericano. I Lepisosteiformes avevano una distribuzione geografica più ampia rispetto a oggi, ma la documentazione fossile, soprattutto tra il Cretaceo inferiore e superiore, resta frammentaria.
Britosteus rappresenta un membro basale della famiglia Lepisosteidae, colmando una lacuna significativa nel record fossile e contribuendo alla comprensione dell’adattamento di questi pesci ad ambienti continentali nel Mesozoico sudamericano.